# Trollgölen (Skedevi socken, Östergötland)
Trollgölen är en sjö i Finspångs kommun i Östergötland och ingår i Nyköpingsåns huvudavrinningsområde.